# The Budding of Brie
 Pour plus de détails, voir Fiche technique et Distribution
The Budding of Brie est un film pornographique américain réalisé par Henri Pachard, sorti le 23 avril 1980. Le film remporta l'Adult Film Association of America du meilleur scénario. En France, le film est sorti en salles sous le titre Les Succès d'une bouche très gourmande puis en VHS sous le titre Sunsex Boulevard.

## Fiche technique
- Titre français : Les Succès d'une bouche très gourmande (sortie en salles), Sunsex Boulevard (sortie vidéo)
- Date de sortie : 
  -  France : 7 juillet 1982[2]

## Distribution
- Hillary Summers : Brie Livingston
- Jennifer Jordan : Diana Farnsworth
- Eric Edwards : Nicky Rococco
- Jake Teague : Simon Egremont
- Laurien Dominique : Cassie Merrymount
- Kandi Barbour : Sabrina
- Robert Kerman : Ira Daniels
- Rick Iverson : Lovell Merrymount
- Ron Jeremy : Norman